# Bitwa na Morzu Filipińskim
Bitwa na Morzu Filipińskim – bitwa powietrzno-morska podczas II wojny światowej między flotami amerykańską i japońską, stoczona w dniach 19–20 czerwca 1944 roku w północnej części Morza Filipińskiego, na zachód od archipelagu Marianów.

## Podłoże
W miarę postępów wojsk amerykańskich wspieranych przez marynarkę wojenną w odbijaniu wysp południowo-zachodniego Pacyfiku z rąk japońskich, japońskie dowództwo postanowiło doprowadzić do decydującej bitwy morskiej, w której zniszczeniu miała ulec amerykańska flota. W tym celu 1 marca 1944 Japończycy zreorganizowali główne siły swojej floty, tworząc Flotę Operacyjną pod dowództwem wiceadmirała Jisaburō Ozawy. Jego zwierzchnikiem, dowódcą Połączonej Floty po śmierci Yamamoto i jego następcy, został od 5 marca admirał Soemu Toyoda, który wydał rozkaz do operacji A-Go, mającej doprowadzić do walnej bitwy. Według planów japońskich, jej miejscem miało stać się południowe Morze Filipińskie w rejonie Palau-Mariany, co pozwoliłoby uzyskać wsparcie ok. 348 samolotów z baz lądowych na tych oraz okolicznych wyspach.
W połowie maja 1944 główne siły Floty Operacyjnej skoncentrowano w bazie na wyspie Tawi Tawi na Morzu Celebes w filipińskim archipelagu Sulu. Amerykanie, mając dane wywiadowcze o koncentracji japońskiej floty, wysłali na ten obszar okręty podwodne, które w drugiej połowie maja i na początku czerwca zatopiły tam 4 niszczyciele i 3 zbiornikowce, istotne dla dowożenia paliwa dla okrętów i samolotów. Szczególnie aktywny okazał się okręt podwodny USS „Harder”, który 6, 7 i 9 czerwca zatopił niszczyciele „Minazuki”, „Hayanami” i „Tanikaze”, ponadto prawdopodobnie uszkodził inne jednostki.
11 czerwca Amerykanie rozpoczęli bombardowanie wyspy Saipan w archipelagu Marianów, na północno-wschodnim krańcu Morza Filipińskiego, a 15 czerwca rozpoczęli operację desantową na Saipanie. Mimo że był to obszar położony na północ od miejsca preferowanego dla decydującej bitwy, admirał Toyoda nakazał 15 czerwca Flocie Operacyjnej zaatakować Amerykanów w rejonie Marianów i zniszczyć siły inwazyjne. Już po południu tego dnia flota japońska przechodząca przez cieśninę San Bernardino na Filipinach została dostrzeżona przez okręt podwodny, przez co Amerykanie uzyskali wcześnie informację o jej zamiarach. 16 i 17 czerwca flota japońska podążała na wschód ku Marianom, a obie floty przygotowywały się do bitwy.

## Siły
Zespół amerykański stanowiący osłonę lądowania na Saipanie stanowiła Piąta Flota pod dowództwem admirała Raymonda Spruance’a. Oprócz wielkiego Połączonego Zespołu Inwazyjnego wiceadmirała Richmonda Turnera, składającego się z 540 okrętów różnych klas, w tym 7 pancerników i zajmującego się bezpośrednio wsparciem i transportem wojsk, w skład Piątej Floty wchodził Zespół Szybkich Lotniskowców wiceadmirała Marca Mitschera w składzie 15 lotniskowców, 7 pancerników, 3 ciężkich i 10 lekkich krążowników i 58 niszczycieli.
W dniach 15–16 czerwca dwie grupy amerykańskich lotniskowców pod dowództwem kontradmirała J. Clarka urządziły wypad w celu zbombardowania lotnisk i osłabienia japońskiego lotnictwa na wyspie Iwo Jima, który zakończył się zniszczeniem kilkudziesięciu japońskich samolotów i zatopieniem transportowca. Następnie okręty amerykańskie pospiesznie wróciły do głównych sił. Rano 18 czerwca okręty Zespołu Szybkich Lotniskowców zostały rozstawione w linii, 180 mil na zachód od wyspy Tinian koło Saipanu. Za główne zadanie zespołu admirał Spruance uznał osłonę Saipanu i sił desantowych, obawiając się głównie ataku japońskiego na siły desantowe, w przypadku gdyby zostawił je bez osłony, aktywnie szukając wroga. Zespół składał się z czterech grup lotniskowców i jednej pancerników:
- TF (Task Force) (Zespół operacyjny) 58.1 (kadm J. Clark) – duże lotniskowce USS „Hornet” i USS „Yorktown” (drugie o tych nazwach, w miejsce zatopionych) i lekkie lotniskowce USS „Belleau Wood” i USS „Bataan” oraz 3 ciężkie krążowniki, 1 krążownik przeciwlotniczy i 14 niszczycieli,
- TF 58.2 (kadm J. Reeves) – duże lotniskowce USS „Enterprise” i USS „Lexington” (drugi o tej nazwie, w miejsce zatopionego – okręt flagowy wceadm. Mitschera) i lekkie lotniskowce USS „San Jacinto” i USS „Princeton” oraz 1 ciężki i 4 lekkie krążowniki, w tym krążownik przeciwlotniczy i 13 niszczycieli,
- TF 58.3 (kadm A. Montgomery) – duże lotniskowce USS „Bunker Hill” i USS „Wasp” (drugi o tej nazwie) i lekkie lotniskowce USS „Monterey” i USS „Cabot” oraz 3 lekkie krążowniki w tym 1 krążownik przeciwlotniczy i 12 niszczycieli,
- TF 58.4 (kadm W. Harrill) – duży lotniskowiec USS „Essex” i lekkie lotniskowce USS „Langley” i USS „Cowpens” oraz 4 lekkie krążowniki w tym 1 krążownik przeciwlotniczy i 14 niszczycieli,
- TF 58.7 (wceadm W. Lee) – pancerniki USS „Washington”, USS „North Carolina”, USS „Iowa”, USS „New Jersey”, USS „South Dakota”, USS „Alabama”, USS „Indiana”, 4 ciężkie krążowniki i 14 niszczycieli.

W skład zespołu łącznie wchodziło 7 dużych lotniskowców należących, z wyjątkiem „Enterprise”, do najnowszego typu Essex, zabierających po ok. 90 samolotów, oraz 8 lekkich lotniskowców typu Independence, zabierających po ok. 35 samolotów. Łącznie przenosiły 819 samolotów, w tym ok. 450 myśliwców.
Flota japońska admirała Ozawy była znacznie słabsza, ale Japończycy liczyli na takie atuty, jak współdziałanie lotnictwa z wysp Guam i Rota w archipelagu Marianów oraz większy zasięg japońskich samolotów pokładowych, pozwalający na atak spoza zasięgu Amerykanów. Z drugiej strony, fatalnie wyglądała kwestia wyszkolenia japońskich pilotów – na skutek dużych strat doświadczonych pilotów w poprzednich bitwach (m.in. w bitwie pod Midway), większość japońskich pilotów nie była wystarczająco wyszkolona, przechodząc jedynie kilkumiesięczne kursy pilotażu. Dobrze działało natomiast japońskie rozpoznanie lotnicze – już 18 czerwca kilka japońskich samolotów rozpoznawczych zlokalizowało amerykańską flotę. Amerykańskie lotnictwo rozpoznawcze z kolei nie zdołało znaleźć Japończyków i Amerykanie wiedzieli jedynie o nadejściu wroga, ale nie o jego pozycji.
Japońska flota była ugrupowana w 5 zespołów. Pierwsze trzy płynęły obok siebie w jednej linii, stanowiąc przednią straż pod dowództwem wiceadmirała Takeo Kurity. Składały się z 3. dywizjonu lotniskowców w składzie trzech lekkich lotniskowców „Zuihō”, „Chitose” i „Chiyoda”, po jednym w każdym zespole, oraz 4 pancerników, 9 ciężkich krążowników i 8 niszczycieli. Za tymi siłami płynął 2. dywizjon lotniskowców wiceadmirała Joshimy w składzie 3 lekkich lotniskowców „Jun'yō”, „Hiyō”, „Ryūhō”, pancernika „Nagato”, ciężkiego krążownika i 8 niszczycieli. Na końcu płynęły główne siły: 1. dywizjon lotniskowców samego admirała Ozawy w składzie 3 dużych lotniskowców „Taihō”, „Shōkaku” i „Zuikaku”, 2 ciężkich i 1 lekkiego krążownika i 7 niszczycieli. Lotniskowce niosły 430 samolotów: 222 myśliwce, 113 bombowców, 95 samolotów torpedowych.

## Bitwa powietrzna 19 czerwca -„wielkie polowanie na indyki nad Marianami”
19 czerwca 1944 doszło do walki powietrznej nad wyspą Guam, kiedy to myśliwce z amerykańskich lotniskowców przechwyciły nad Guam grupę kilkudziesięciu samolotów lecących z bazy Palau, zestrzeliwując większość z nich, jak również większość samolotów startujących z Guam. Uwidoczniła się tu po raz pierwszy zdecydowana przewaga techniczna nowego typu amerykańskiego myśliwca F6F Hellcat nad samolotami japońskimi, a także przewaga wyszkolenia pilotów. Z kolei wyposażenie amerykańskich okrętów w radary pozwalało wykrywać samoloty przeciwnika w odległości 150-100 mil od okrętów i przechwycić je przez myśliwce w bezpiecznej odległości.
Rano admirał Ozawa rzucił w powietrze przeciw amerykańskiej flocie pierwszą falę 69 samolotów, w skład której wchodziły głównie myśliwce Mitsubishi A6M („Zero”) z bombami. Zostały one wykryte przez amerykańskie radary i w efekcie przechwycone już w odległości 60 mil od amerykańskiego okrętu flagowego przez poderwane z lotniskowców amerykańskie myśliwce, które zestrzeliły 42 z nich. Jedynie nielicznym samolotom udało się przedrzeć nad okręty, lecz nie dotarły nad amerykańskie lotniskowce. Jedynie jeden samolot zdołał uszkodzić lekko bombą pancernik USS „South Dakota”, zabijając 27 marynarzy.

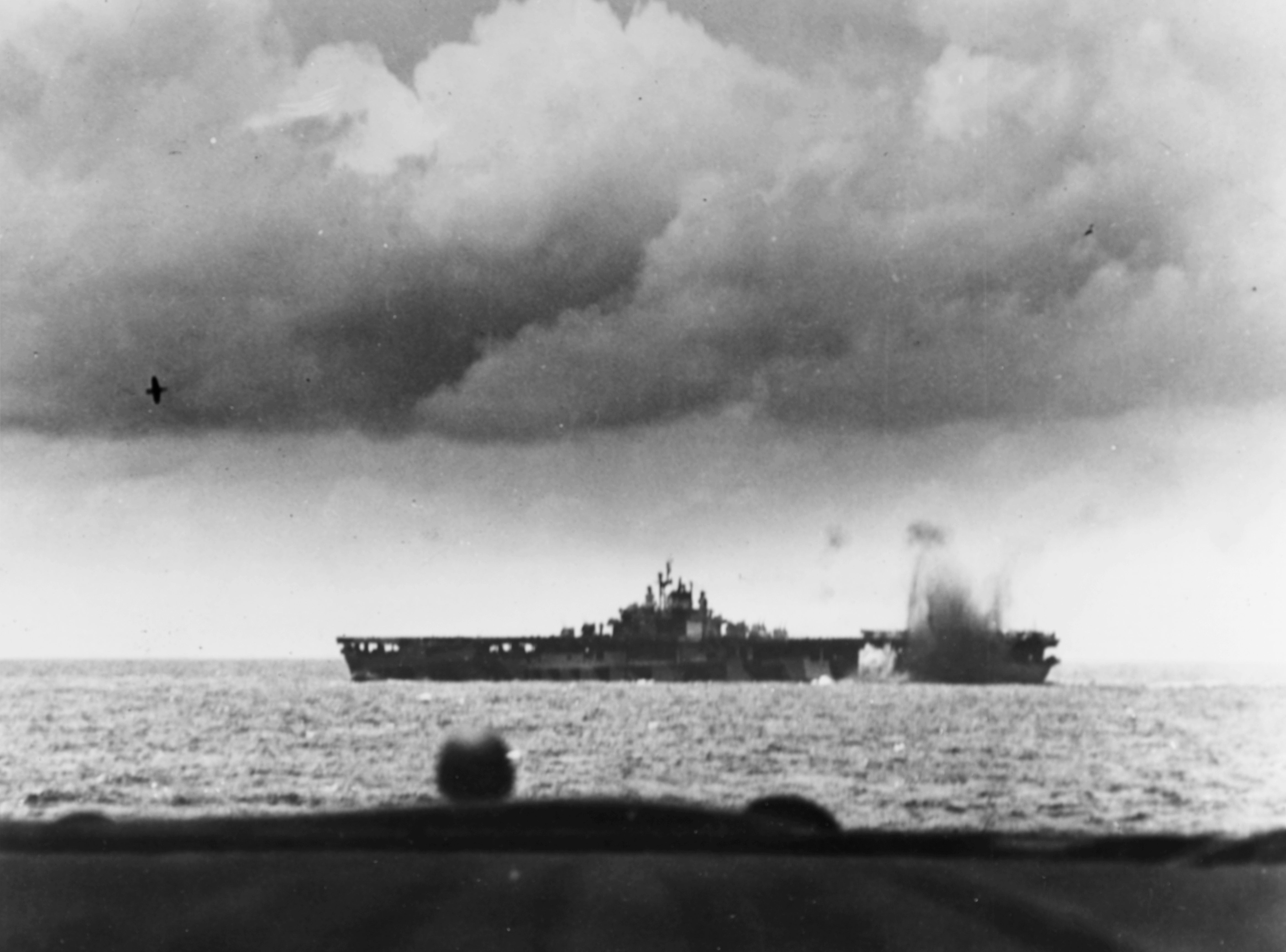
Bliski upadek bomby koło lotniskowca USS „Bunker Hill” (CV-17), 19 czerwca 1944

O godzinie 11:07 amerykańskie radary wykryły drugą, liczniejszą falę 110 samolotów, składającą się z bombowców nurkujących Yokosuka D4Y Suisei („Judy”), myśliwców i w mniejszej liczbie samolotów torpedowych Nakajima B6N („Jill”). Również one zostały przechwycone przez amerykańskie myśliwce w odległości 60 mil, na skutek czego zestrzelono ich około 70, a dalsze w kolejnych walkach. W obu przypadkach jako pierwsze przechwyciły przeciwnika myśliwce z lotniskowca „Essex”. Jedynie około dwudziestu samolotów przedarło się nad okręty. Celem ataku stał się zespół pancerników admirała Willisa Lee na pokładzie flagowego USS „Washington” (BB-56) wysunięty przed amerykańskie lotniskowce, lecz atak, odpierany przez artylerię przeciwlotniczą, nie przyniósł efektów. 9 samolotów japońskich zaatakowało lotniskowce, jednakże jedynymi efektami było zranienie kilkudziesięciu marynarzy i drobne uszkodzenia odłamkami bomb na lotniskowcach USS „Wasp” i USS „Bunker Hill”. Łącznie, z drugiej fali ataku zestrzelono aż 97 samolotów. Amerykańscy lotnicy i marynarze nazwali te walki mianem „wspaniałego odstrzału indyków nad Marianami” (ang. Great Marianas Turkey Shooting).
Japoński zespół tymczasem zmierzył się z niespodziewanym zagrożeniem ze strony patrolujących akwen amerykańskich okrętów podwodnych. O godzinie 9:09, niedługo po wyrzuceniu w powietrze samolotów, najnowszy duży lotniskowiec „Taihō”, flagowy okręt Ozawy, został trafiony jedną torpedą przez okręt podwodny USS „Albacore”. Uszkodzenie pozornie nie było groźne dla żywotności okrętu, lecz na skutek trafienia w zbiorniki paliwa lotniczego i nieudanej akcji ratunkowej, podczas której po otworzeniu wszystkich przewodów wentylacyjnych cały okręt wypełnił się oparami benzyny i ropy, po godzinie 15 nastąpił wybuch nagromadzonych oparów, po czym okręt wkrótce zatonął. Udało się uratować jedynie około 500 ludzi spośród 2150 członków załogi wraz z admirałem Ozawą, który przeniósł flagę na krążownik „Haguro”, następnie na lotniskowiec „Zuikaku”.
Z kolei jeszcze przed zatonięciem „Taihō”, okręt podwodny USS „Cavalla” zatopił trzema torpedami drugi duży lotniskowiec japoński „Shōkaku”, „weterana” z ataku na Pearl Harbor, bitwy na Morzu Koralowym i bitew powietrzno-morskich o Guadalcanal. W ten sposób Japończycy niespodziewanie utracili dwa z trzech swoich najbardziej wartościowych lotniskowców.
Po godzinie 10:00, lotniskowce japońskie 2. dywizjonu wysłały trzecią falę 47 samolotów, z których jednak jedynie 20 odnalazło amerykańskie okręty. Atak nie przyniósł efektów, a 7 samolotów zostało zestrzelonych, pozostałe jednak powróciły na lotniskowce. Czwarta fala 82 samolotów również nie odnalazła wroga na wskazanej pozycji. Część samolotów odnalazła następnie i zaatakowała lotniskowce „Bunker Hill” i „Wasp”, lecz nieskutecznie. Z fali tej aż 73 samoloty zostały zestrzelone w powietrzu lub rozbiły się podczas lądowania na zbombardowanym lotnisku Guam.
Walki lotnicze 19 czerwca trwały ze zmiennym natężeniem od godziny 10:23 do 18:45. Z 373 wysłanych samolotów myśliwskich, bombowych, torpedowych i rozpoznawczych Japończycy stracili aż 243, a jedynie 130 powróciło. Większość zestrzelonych załóg zginęła. Łącznie z samolotami zestrzelonymi nad Guam lub utraconymi z zatopionymi lotniskowcami, stracili ok. 315 samolotów. Amerykanie stracili jedynie 23 zestrzelone samoloty, a poległo 27 lotników (20 pilotów i 7 członków załóg) i 31 marynarzy.

## Przeciwuderzenie 20 czerwca
W nocy trzy amerykańskie grupy lotniskowców dokonały ofensywnego zwrotu na zachód, płynąc w domniemanym kierunku przeciwnika. W tym czasie jednak japońska flota zaczęła odpływać na północny zachód, o czym Amerykanie nie mieli wiadomości. Admirał Ozawa nie zrezygnował jeszcze całkowicie z planów ofensywnych, zamierzając dokonać ostatecznego uderzenia 21 czerwca z udziałem samolotów z baz naziemnych, o których stanie miał zbyt optymistyczne meldunki. Sam dysponował już jedynie ok. 100 samolotami, z tego większość stanowiły myśliwce.

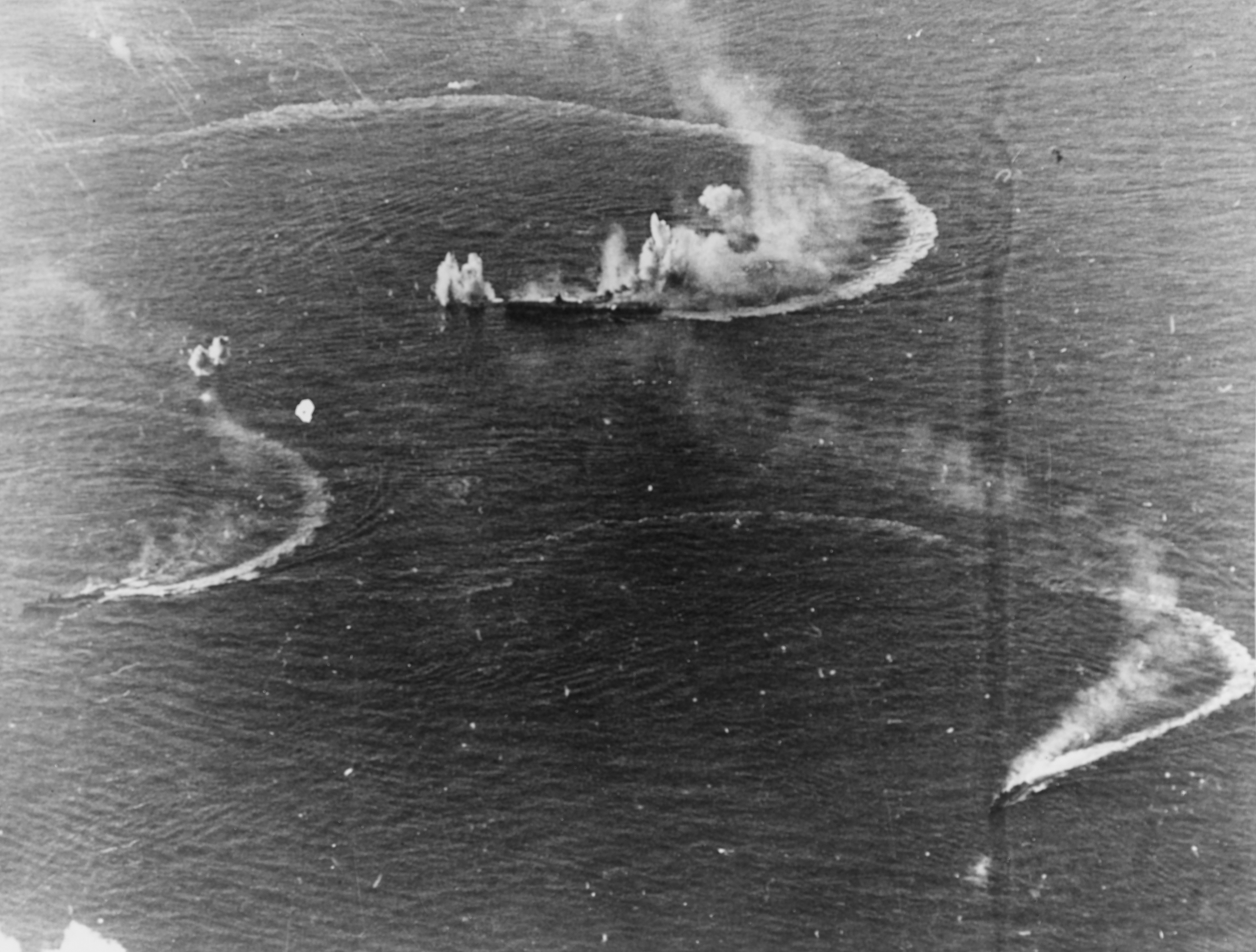
Lotnikowiec „Zuikaku” (w środku) i dwa niszczyciele manewrujące pod bombami, 20 czerwca 1944

Dopiero po południu 20 czerwca amerykańskie samoloty rozpoznawcze odnalazły japońską flotę w odległości ok. 275 mil, stanowiącej maksymalny promień działania amerykańskich samolotów. Mimo to, oraz mimo późnej pory, admirał Mitscher postanowił jednak wysłać samoloty przeciw Japończykom. Po godzinie 16 wystartowało 216 amerykańskich samolotów, z tego 85 myśliwców, 77 bombowców nurkujących i 54 samoloty torpedowe. Odnalazły one japoński zespół o 18.40, o zachodzie słońca. Wystartowała przeciwko nim część myśliwców japońskich, wszystkie okręty otworzyły też ogień przeciwlotniczy. Samoloty torpedowe z lotniskowca USS „Belleau Wood” zdołały trafić lekki lotniskowiec „Hiyō”, który następnie zatonął. Część samolotów, nie mogąc dojść do lotniskowców, zaatakowała zbiornikowce floty „Genyo Maru” i „Seiyo Maru”, które na skutek uszkodzeń zostały następnie dobite przez Japończyków. Bombami uszkodzono lotniskowce „Zuikaku” i „Chiyoda” oraz pancernik „Haruna”. Zestrzelono 20 samolotów amerykańskich i podobną liczbę japońskich.
Podczas trudnych nocnych lądowań na lotniskowcach amerykańskich, lub z powodu przymusowych wodowań, rozbiło się 80 amerykańskich samolotów, lecz straty wśród załóg były mniejsze. Rozbiła się także spora część lądujących po walce samolotów japońskich.
Po zakończeniu ataku lotniczego admirał Ozawa nakazał wiceadmirałowi Kuricie przeprowadzić nocny atak na siły amerykańskie pancernikami, krążownikami i niszczycielami, jednak japoński głównodowodzący admirał Toyoda nakazał odwrót, nie chcąc narażać pozostałych sił. 21 czerwca japońska flota odpłynęła w kierunku Wysp Japońskich. Zespół amerykański podjął wprawdzie pościg, ale nie doprowadził on do zmniejszenia dystansu, a wkrótce utracono ślad Japończyków, tak więc wieczorem tego dnia flota amerykańska powróciła pod Saipan.
Akcentem już po bitwie, związanym z działaniami morskimi pod Saipanem, było przedarcie się nisko lecących czterech japońskich samolotów torpedowych z bazy Truk 22 czerwca w nocy, które uszkodziły torpedą pancernik USS „Maryland”, ostrzeliwujący Saipan. Kolejnej nocy w podobny sposób uszkodzono mniejsze jednostki amerykańskie. Amerykanie ostatecznie przełamali opór sił japońskich na Saipanie 10 lipca 1944, co stanowiło ważny etap wojny na Pacyfiku.

## Podsumowanie

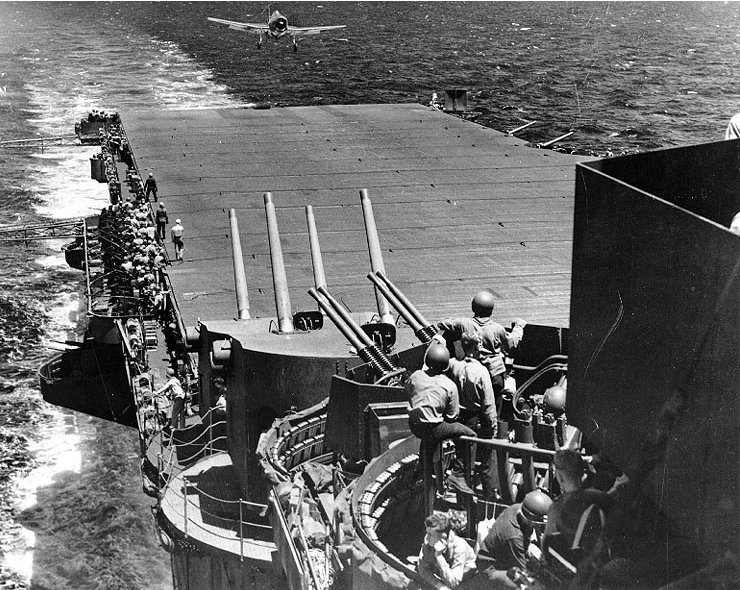
Lądowanie myśliwca F6F Hellcat na pokładzie lotniskowca USS „Lexington”. Na pierwszym planie widoczne są działka przeciwlotnicze 40 mm, zaś na drugim planie działa 127 mm, 19 czerwca 1944

Bitwa na Morzu Filipińskim była niewątpliwą klęską Japończyków, którzy na skutek działań lotnictwa i okrętów podwodnych utracili dwa duże i jeden mały lotniskowiec oraz ponad 315 samolotów (z wysłanych 373 samolotów pokładowych powróciło na lotniskowce 130, pozostałe to straty z zatopionymi dwoma lotniskowcami, strącone lub zniszczone w okolicy lotnisk na Guam, oraz te które rozbiły się w morzu) i dużą liczbę częściowo wyszkolonych już załóg, a nadto dwa okręty pomocnicze, przy minimalnych stratach po stronie amerykańskiej. Mimo to, oficjalnie radio tokijskie ogłosiło zwycięstwo. Admirał Ozawa, czując się winny, złożył rezygnację, jednak nie została ona przyjęta, gdyż zwierzchnictwo nie dopatrzyło się jego winy. Jako główną przyczynę klęski japońskie dowództwo trafnie rozpoznało niski poziom wyszkolenia pośpiesznie szkolonych pilotów. Do klęski w pewnym stopniu przyczyniły się ponadto nieco słabsze osiągi samolotów japońskich – a zwłaszcza brak w nich opancerzenia – w porównaniu z nowymi myśliwcami amerykańskimi. Powodowało to duże straty w personelu latającym, który (z racji wcześniej poniesionych strat) nie prezentował takiego poziomu wyszkolenia jak na początku wojny. Jedną z konsekwencji tych wniosków stał się jednak późniejszy rozwój jednostek samobójczych kamikaze. Bitwa na Morzu Filipińskim ostatecznie złamała możliwości ofensywne japońskiego lotnictwa pokładowego, które nie było już później zdolne do operacji z lotniskowców na dużą skalę.
Ważną rolę w rezultatach bitwy odegrało też posiadanie silnych stacji radarowych na pokładach okrętów amerykańskich – co pozwalało na wczesne wykrycie lecących formacji samolotów japońskich i skierowanie w ich stronę własnych myśliwców. Do tego Amerykanie zastosowali właściwą alokację okrętów liniowych, które płynęły na czele ugrupowania, a ich wysunięte pozycje wraz z silnym uzbrojeniem przeciwlotniczym również przyczyniły się do zadania dużych strat formacjom japońskich samolotów.
Ze strony amerykańskiej, admirał Spruance krytykowany był po bitwie za niewielkie straty zadane japońskiej flocie, wiążące się z mało ofensywną taktyką. Wynikało to jednakże częściowo z priorytetu, jaki on przyjął, którym była osłona sił inwazyjnych wokół Saipanu. Zagadnienie, czy Amerykanie powinni byli wybrać taktykę ofensywną i podejść bliżej przeciwnika 19 czerwca, co pozwoliłoby na wysłanie własnych sił uderzeniowych, oraz ewentualne skutki takiego działania, są sporne. Za rozwiązaniem takim optował wiceadm. Mitscher, lecz na nim nie spoczywała odpowiedzialność za całość operacji. W sytuacji takiej samoloty japońskie mogłyby mimo to paradoksalnie odnieść większe sukcesy, gdyż część amerykańskich myśliwców zajęta byłaby eskortą bombowców. Niewątpliwym błędem amerykańskim było natomiast słabe wykorzystanie i prowadzenie rozpoznania lotniczego, które uniemożliwiło wykrycie floty japońskiej już 20 czerwca rano. Z drugiej strony, na taką ocenę bitwy wpłynął fakt, że dowództwo amerykańskie przez kilka miesięcy nie miało wiadomości o zatopieniu „Taihō”, jak również z kilkumiesięcznym opóźnieniem udało się potwierdzić zatopienie „Shōkaku”.
Bitwa ta została przez żołnierzy amerykańskich okrzyknięta jako „wielkie strzelanie do indyków nad Marianami” (ang. Great Marianas Turkey Shoot).